# John Vanbrugh
Pour les articles homonymes, voir Vanbrugh.
John Vanbrugh, né le 24 janvier 1664 et mort le 26 mars 1726, est un architecte et dramaturge britannique. On lui doit notamment l'édification de palais de Blenheim et du château Howard. Il rédige également deux comédies engagées et argumentées : La Rechute ou la Vertu en danger (The Relapse) en 1696 et L'Épouse outragée (The Provoked Wife) en 1697. Toutes deux sont de grands succès de scène mais sont à l'origine de nombreuses controverses.
Vanbrugh est aussi l'architecte du Queen's Theatre à Londres : achevé en 1705, celui-ci est détruit par le feu en 1789.
Tout au long de sa vie Vanbrugh défend des idées progressistes dans bien des domaines. Dans sa jeunesse, whig convaincu, il prend part au complot destiné à renverser Jacques II, à mettre sur le trône Guillaume III et à protéger la démocratie parlementaire anglaise, entreprises dangereuses qui le conduisent à la Bastille à Paris comme prisonnier politique. Durant sa carrière de dramaturge il offense bien des secteurs de la société de la Restauration anglaise et du XVIIIe siècle, non seulement par les références sexuelles explicites de ses pièces, mais aussi par leur contenu favorable aux droits des femmes dans le mariage. Il est attaqué sur l'un et l'autre chef, et est l'une des cibles principales de Jeremy Collier dans son Short View of the Immorality and Profaneness of the English Stage (Coup d'œil sur l'immoralité du théâtre anglais) de 1698. 
Comme architecte il est à l'origine de ce qu'on appela plus tard le « baroque anglais ». Son œuvre architecturale, aussi audacieuse que l'engagement politique de ses débuts et que ses pièces sur le mariage, heurte l'opinion conservatrice.

## Jeunesse
Vanbrugh naît à Londres, quatrième d'une fratrie de 19 enfants et ainé des fils survivant de Giles Vanbrugh (en réalité « Van Brugh »), un protestant flamand, marchand de vêtements de la capitale britannique et de son épouse Elizabeth, petite-nièce du diplomate Dudley Carleton, mais aussi veuve de Thomas Barker.
Sa famille ayant été chassée par la grande peste de Londres en 1665 se réfugie à Chester où John Vanbrugh grandit. Downes ne partage pas l'opinion des historiens qui l'ont précédé quant à l'appartenance de la famille à la classe moyenne, et il montre que la suggestion faite au XVIIIe siècle selon laquelle le père, Giles Vanbrugh, « aurait pu être sucrier » a été mal interprétée. « Sucrier » est en fait synonyme de richesse, le mot se rapportant non à la fabrication de confiseries mais au raffinage du sucre, dont la matière première venait de la Barbade. Le raffinage allait normalement de pair avec le commerce du sucre, fort lucratif. Downes donne l'exemple d'un raffineur de Liverpool dont l'affaire est estimée à 40 000 livres sterling par an, ce qui élève le milieu social des Vanbrugh bien au-dessus de celui du modeste confiseur de Chester dépeint par Leigh Hunt en 1840 et repris à sa suite.
Ce que fait Vanbrugh entre 18 et 22 ans, après la fin de ses études, resta longtemps un mystère. La suggestion parfois avancée (et présentée comme un fait dans le Dictionary of National Biography) qu'il étudie l'architecture en France semble sans fondement. Robert Williams a établi qu'en fait Vanbrugh a passé une partie de cette période en Inde, employé par la Compagnie anglaise des Indes orientales (East India Company) au comptoir de Surat dans le Gujarat. Dans les années qui suivent, il semble que Vanbrugh n'ait jamais mentionné ce fait par écrit. Les spécialistes débattent de l'influence possible de ce séjour en Inde sur les bâtiments dessinés ultérieurement par Vanbrugh.
Cette image de jeune homme bien né est confirmée par le fait qu'en 1686 Vanbrugh reçoit un commandement dans le régiment de son lointain parent, le comte de Huntingdon. Étant donné que l'attribution des grades d'officiers est à la discrétion du commandant du régiment, la nomination de Vanbrugh montre qu'il jouissait du réseau de relations familiales de haut niveau requis pour un jeune homme désireux de se lancer dans la vie.
Il faut noter toutefois qu'en dépit de ses lointaines relations aristocratiques et du commerce du sucre, Vanbrugh ne dispose jamais par la suite des capitaux nécessaires à des entreprises telles que le théâtre de Haymarket, mais doit toujours s'appuyer sur des prêts et des commanditaires. Le fait que Giles Vanbrugh ait eu douze enfants à élever et à établir peut expliquer en partie les dettes qui poursuivent John toute sa vie.

## Militantisme politique et embastillement

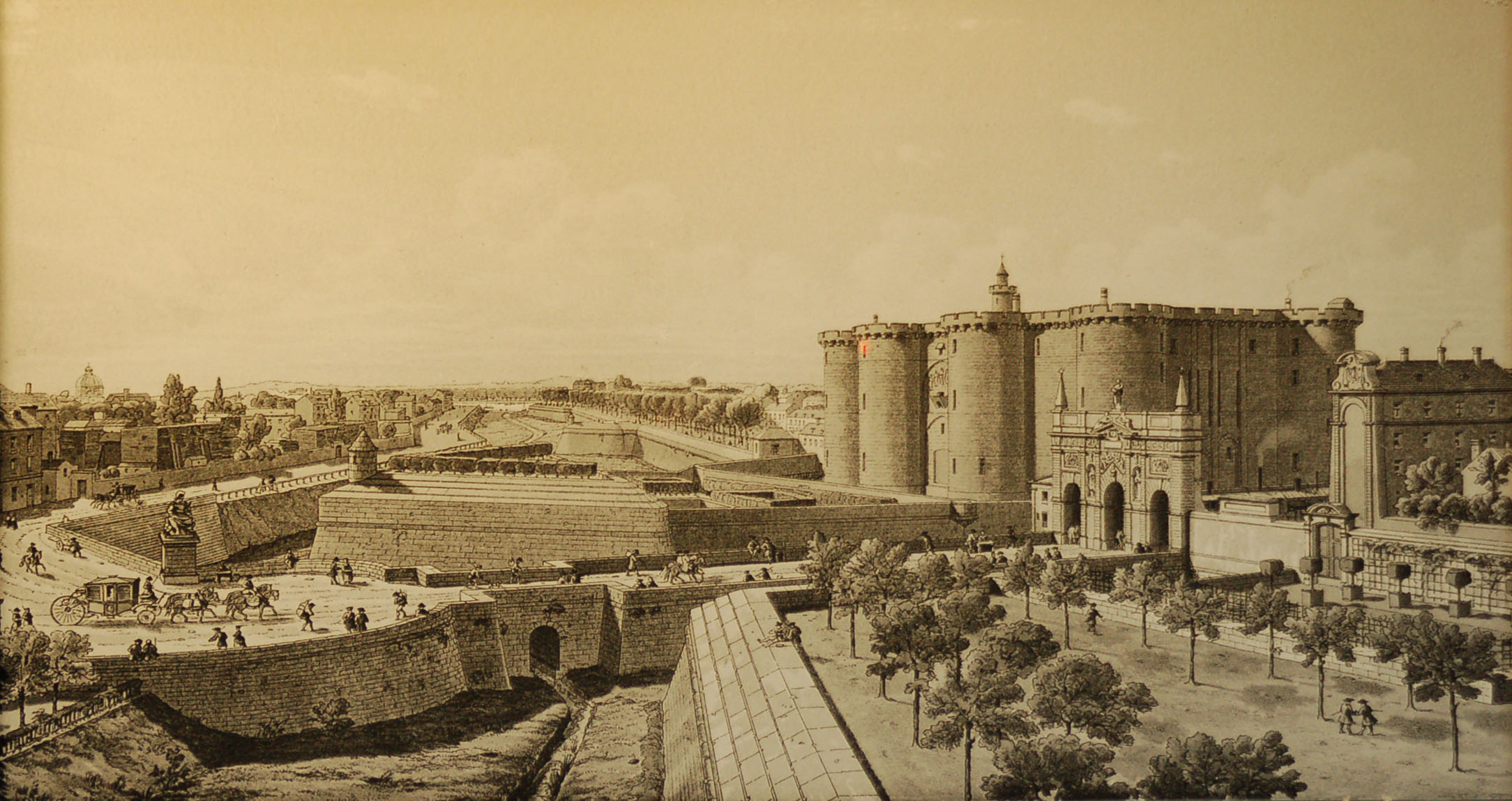
La prison de la Bastille, où Vanbrugh fut enfermé.

À partir de 1686 Vanbrugh œuvre de façon clandestine à préparer l'invasion armée de Guillaume d'Orange, la déposition de Jacques II, et la Glorieuse Révolution de 1689. Il montre ainsi son attachement précoce et intense à la cause whig de la démocratie parlementaire, cause à laquelle il reste fidèle toute sa vie. Au retour d'une mission à La Haye où il devait remettre des messages à Guillaume, il est arrêté à Calais sur une accusation d'espionnage (dont Downes conclut qu'elle a été fabriquée) en septembre 1688, deux mois avant que Guillaume n'envahisse l'Angleterre. Vanbrugh reste emprisonné en France pendant quatre ans et demi, dont une partie à la Bastille, avant d'être libéré en échange d'un prisonnier politique français. Sa vie est clairement coupée en deux par l'expérience de la prison, où il entre à l'âge de 24 ans pour n'en sortir qu'à 29, ayant passé, comme le dit Downes, la moitié de sa vie d'adulte en captivité. Il semble que cet épisode lui ait laissé un dégoût durable pour le système politique français, mais aussi une attirance pour les dramaturges comiques et l'architecture de la France.
L'affirmation souvent répétée selon laquelle Vanbrugh aurait écrit une partie de sa comédie L'Épouse outragée à la Bastille est basée sur des allusions dans deux mémoires très postérieurs, et les spécialistes modernes la considèrent avec quelque réserve (voir McCormick). Après son élargissement, Vanbrugh doit passer trois mois à Paris, libre de ses mouvements, mais contraint de rester sur le territoire français, ce qui lui donne de multiples occasions de voir une architecture « sans égale en Angleterre pour son ampleur, son ostentation, sa richesse, son goût et son raffinement » (Downes 75). Il est autorisé à rentrer en Angleterre en 1693, et il prend part à la bataille navale de Camaret contre les Français en 1694. Vers le milieu des années 1690 (la date exacte n'est pas connue), il abandonne la vie militaire pour Londres et le théâtre.

## Vie publique

### Londres
La carrière de Vanbrugh à Londres est variée, touchant à la dramaturgie, à l'architecture, et à des tentatives pour combiner ces deux centres d'intérêt majeurs.

#### Kit-Cat Club
Vanbrugh est un whig convaincu et appartient au Kit-Cat Club whig, dont il est l'un des membres les plus appréciés, vu son charme naturel et sa facilité à nouer des amitiés, que ses contemporains mentionnent fréquemment. Le Club est perçu aujourd'hui comme un rassemblement de whigs du début du XVIIIe siècle, personnalités du monde des arts et de la politique parmi lesquelles William Congreve, Joseph Addison, Godfrey Kneller, John Churchill, premier duc de Marlborough, Charles Seymour (6e duc de Somerset), Charles Boyle, deuxième comte de Burlington, Thomas Pelham-Holles, Robert Walpole et Richard Temple, 1er vicomte de Cobham qui confie à Vanburgh plusieurs commissions à Stowe dans le Buckinghamshire.
En politique le Club défend les objectifs whigs : un Parlement fort, une monarchie limitée, la résistance à la France, et la succession protestante au trône. Pourtant le Club se présente plutôt comme un lieu de convivialité entre gourmets, réputation qui est passée à la postérité. Downes suggère cependant que les origines du club sont antérieures à la Glorieuse Révolution de 1689 et que son importance politique était bien plus grande avant qu'il ne devienne publique en 1700, à une époque plus calme et plus « whig ». Downes suggère qu'une première association Kit-Cat a pu jouer un rôle dans l'invasion armée de Guillaume d'Orange et la Glorieuse Révolution. Horace Walpole, le fils du membre Kit-Cat Robert Walpole, affirme que les respectables membres du club que l'on considérait généralement comme « un rassemblement de beaux esprits » étaient « en réalité les patriotes qui avaient sauvé la Grande-Bretagne », ou en d'autres termes étaient la force vive à l'œuvre derrière la Glorieuse Révolution elle-même. Les renseignements sur les associations secrètes sont par nature rares, et cette esquisse de la préhistoire du club ne peut pas être établie avec certitude. Mais comme on l'a vu plus haut, le jeune Vanbrugh est bien, en 1688, partie prenante d'un réseau clandestin travaillant à préparer l'invasion de Guillaume. Si les racines du club remontent jusqu'à cette époque, il est tentant de supposer que lorsque Vanbrugh rejoignit le club, il ne devenait pas seulement l'un des « beaux esprits » londoniens, mais retrouvait ses vieux amis conjurés. Un héros de la cause, qui avait passé pour elle des années dans les geôles françaises, était assuré à son retour d'un accueil chaleureux.

#### Théâtre de Haymarket

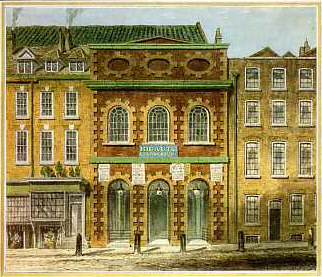
Le Queen's Theatre, aquarelle et crayon de William Capon

En 1703 Vanbrugh entreprit d'acheter du terrain et de rechercher des commanditaires pour la construction dans Haymarket d'un nouveau théâtre dont il avait dessiné les plans et qui était destiné à une coopérative de comédiens  dirigée par Thomas Betterton. Vanbrugh et son associé William Congreve espéraient par cette entreprise renforcer la position du théâtre « légitime » à Londres, menacé qu'il était par des formes de spectacles plus hautes en couleur telles que l'opéra, les jongleries, la pantomime (introduite par le producteur John Rich), les spectacles d'animaux, les troupes de danse itinérantes, et les tournées de chanteurs italiens en vogue. Ils espéraient aussi en tirer un bénéfice, et Vanbrugh, optimiste, racheta la compagnie théâtrale, s'en rendant l'unique propriétaire. Il s'obligeait par là-même à verser des salaires aux acteurs et, ainsi qu'il s'avéra, à gérer le théâtre, difficile exercice d'équilibrisme dont il n'avait aucune expérience. L'opinion souvent répétée selon laquelle Vanbrugh avait conçu un bâtiment à l'acoustique médiocre est excessive (voir Milhous), mais Congreve, qui avait l'esprit plus pratique, chercha activement à se retirer de l'affaire, si bien que Vanbrugh se trouva à court de ressources, gérant un théâtre tout en supervisant la construction de Blenheim, projet qui à partir de juin 1705 l'amena à quitter Londres fréquemment.
Dans ces conditions il n'est pas étonnant que la direction du Queen's Theatre (ou théâtre de la Reine) dans Haymarket ait montré des « signes nombreux de confusion, d'inefficacité, d'occasions ratées, et de jugements erronés ». (Milhous). S'étant brûlé les doigts dans la gestion d'un théâtre Vanbrugh s'en retira à son tour, à perte, en revendant l'affaire en 1708 sans jamais en obtenir le prix espéré. Il ne devait jamais récupérer les fonds, lui appartenant ou empruntés, qu'il avait placés dans cette compagnie théâtrale. Ses contemporains notèrent comme un fait remarquable qu'il continua à verser aux acteurs leurs pleins salaires et sans retard tant qu'ils travaillèrent pour lui, tout comme il paya toujours les ouvriers embauchés pour ses travaux de construction, alors qu'il était presque normal dans l'Angleterre du début XVIIIe siècle de tenter d'échapper à ce genre d'obligation. Vanbrugh ne semble pas pour sa part avoir jamais poursuivi ses créanciers, et toute sa vie ses finances restèrent dans un état qu'on peut qualifier de précaire.
Le Queen's Theatre fut à l'origine d'une longue tradition théâtrale sur Haymarket. De 1710 à 1745 presque tous les opéras et de nombreux oratorios de Georg Friedrich Haendel y furent créés. En 1790 le bâtiment, connu depuis la mort de la Reine Anne en 1714 sous le nom de King's Theatre, fut détruit par un incendie. À sa place fut construit un nouveau King's Theatre; aujourd'hui et depuis 1897 c'est Her Majesty's Theatre qui se dresse à cet emplacement : on y joue surtout des comédies musicales

#### College of Arms
La présentation et l'avancement de Vanbrugh au sein du College of Arms restent sujets de controverses. Le 21 juin 1703 l'office tombé en désuétude de héraut de Carlisle fut réactivé pour Vanbrugh. Cette nomination fut suivie d'une promotion au poste de roi d'armes de Clarenceux en mars 1704. En 1725 il vendit cet office à Knox Ward et confia à un ami qu'il avait « obtenu la permission de se débarrasser pour de bon d'une place obtenue pour rire. » L'opposition de ses collègues à cette nomination inappropriée aurait dû être dirigée contre Lord Carlisle, qui en tant que Deputy Earl Marshal avait supervisé les deux nominations et contre la volonté duquel ils ne pouvaient aller. Toutefois par la suite Vanbrugh se fit plus d'amis que d'ennemis au College. La pompe des manifestations officielles plaisait à son sens de la mise en scène, ses devoirs étaient peu exigeants, et il semble qu'il s'en soit correctement acquitté. De l'avis d'un héraut et historien contemporain, bien que cette nomination ait été « incongrue », Vanbrugh fut peut-être « l'homme le plus distingué qui ait jamais porté le tabard de héraut. » En mai 1706 Lord Halifax et Vanbrugh, qui représentaient l'octogénaire Roi d'Armes de la Jarretière (Garter King of Arms) Sir Henry St George (en), conduisirent une délégation à Hanovre pour conférer l'ordre de la Jarretière au prince George.

#### Mariage et décès
En 1719, dans l'église Saint Lawrence de York, Vanbrugh épousa Henrietta Maria Yarborough de Heslington Hall, âgée de 26 ans alors qu'il en avait 55. Malgré cette différence d'âge le mariage fut heureux et produisit deux fils. À la différence des personnages libertins et des dandies de ses pièces, la vie privée de Vanbrugh échappa au scandale.
Vanbrugh mourut d'une « crise d'asthme » en 1726 dans le modeste hôtel particulier dont il avait lui-même dessiné les plans en 1703 à partir des ruines du palais de Whitehall et dont Swift s'était moqué en le qualifiant de « pâté d'oie ». Mais une fois marié il passa l'essentiel de sa vie à Greenwich (qui à cette époque n'était pas considéré comme faisant partie de Londres) dans la maison de Maze Hill connue aujourd'hui sous le nom de Vanbrugh Castle, tour écossaise en miniature dessinée par Vanbrugh au début de sa carrière.

### Dramaturge
Vanbrugh arriva à Londres à une époque où la seule compagnie théâtrale de la ville était plongée dans le scandale et les dissensions internes, un vieux conflit qui opposait gestion sans ambition et acteurs mécontents ayant fini par éclater et les acteurs par partir. Une nouvelle comédie, mise en scène avec des moyens de fortune par ce qu'il restait de la compagnie en janvier 1696, Love's Last Shift de Colley Cibber, avait une dernière scène qui, pour l'esprit critique de Vanbrugh, appelait une suite, et il se jeta dans la mêlée en la fournissant.

#### La Rechute
Love's Last Shift de Colley Cibber
Love's Last Shift, Or, Virtue Rewarded (Le Dernier Recours de l'Amour, ou la Vertu récompensée), célèbre mélodrame de Colley Cibber, fut écrit et mis en scène au cœur d'une tempête théâtrale. La United Company, seule compagnie théâtrale de Londres, mal gérée, s'était scindée en deux en mars 1695 quand ses acteurs principaux avaient mis sur pied leur propre coopérative, et la saison suivante vit les deux compagnies s'affronter sans merci.
Cibber, jeune acteur peu connu qui était resté dans la compagnie mère, saisit ce moment unique où on avait besoin de nouvelles pièces et lança sa carrière sur deux fronts en écrivant une pièce avec un grand rôle haut en couleur pour lui-même, celui du dandy francolâtre Sir Novelty Fashion (Nouveauté Mode). Porté par le jeu débridé de Cibber, Sir Novelty enchanta le public. Dans la partie sérieuse de Love's Last Shift, la patience de l'épouse est mise à l'épreuve par son mari livré à un libertinage sans frein, à la mode de la Restauration. La perfection de l'épouse est glorifiée et récompensée dans un grand finale qui voit le mari volage s'agenouiller devant elle pour exprimer son profond repentir.
Love's Last Shift n'est plus représenté depuis le début du XVIIIe siècle et n'est plus lu que par les érudits les plus convaincus, lesquels expriment parfois leur réticence devant la combinaison commerciale de quatre actes explicitement consacrés au sexe et au libertinage et d'un acte pompeusement réformateur (voir Hume). À supposer que Cibber ait effectivement essayé de plaire à la fois à la canaille et aux Londoniens respectables, il y réussit : sa pièce connut un grand succès.
La suite : La Rechute
La suite pleine d'esprit écrite par Vanbrugh, La Rechute ou la Vertu en danger, proposée à la United Company six semaines plus tard, met en question la justice de la place des femmes dans le mariage à l'époque. Vanbrugh jette de nouvelles tentations sexuelles sous les pas, non seulement du mari réformé, mais aussi de sa patiente épouse, et les laisse réagir de manière plus crédible et moins convenue que dans la pièce originelle, prêtant ainsi aux personnages assez plats de Love's Last Shift une dimension que certains critiques au moins acceptent de qualifier de psychologique (voir Hume).
Dans une intrigue secondaire Vanbrugh introduit l'attrait plus traditionnel sous la Restauration d'un dandy excessivement élégant et filou aux manières exquises, Lord Foppington, brilliante reprise du Sir Novelty Fashion de Cibber dans Love's Last Shift (Sir Novelty dans La Rechute s'est simplement acheté le titre de « Lord Foppington » grâce au système corrompu de ventes de titres nobiliaires par le roi). Les spécialistes de la comédie de la Restauration sont unanimes à déclarer Lord Foppington « le plus grand des dandys de la Restauration » (Dobrée), ses manières étant non seulement ridiculement affectées mais le personnage également « brutal, mauvais et intelligent » (Hume).
La Rechute faillit toutefois ne jamais être jouée. La United Company avait perdu tous ses acteurs principaux, et eut de grandes difficultés à trouver et à conserver des acteurs assez talentueux pour la vaste distribution que réclamait La Rechute. Il fallut les empêcher de faire défection au profit de la compagnie coopérative rivale, les ramener par la « séduction » (ainsi qu'il était dit en termes légaux) en cas de défection, et les cajoler pour qu'ils assistent à des répétitions qui se prolongèrent pendant dix mois et conduisirent la compagnie au bord de la banqueroute. « Ils n'ont pas la moindre compagnie », lit-on dans une lettre de l'époque datée du mois de novembre, « et à moins qu'une nouvelle pièce créée ce samedi ne ranime leur réputation, ils devront fermer ». Cette nouvelle pièce, La Rechute, connut un immense succès et sauva la compagnie, grâce notamment à Colley Cibber qui conquit le public par sa deuxième interprétation de Lord Foppington. « Cette pièce (La Rechute) », écrivit Cibber dans son autobiographie quarante ans plus tard, « de par son esprit nouveau et léger, rencontra un grand succès ».

#### L'Épouse outragée
La deuxième comédie de Vanbrugh, L'Épouse outragée, suivit peu de temps après et fut jouée par la compagnie rebelle. Cette pièce diffère par son ton de La Rechute, qui tient largement de la farce, et convenait mieux aux talents plus grands des acteurs rebelles. Vanbrugh avait de bonnes raisons de proposer sa seconde pièce à la nouvelle compagnie, qui avait connu un début brillant avec sa première de Amour pour amour de William Congreve, laquelle fut le plus grand succès théâtral de Londres pendant des années. La coopérative d'acteurs comptait dans ses rangs les « stars » reconnues de l'époque, et Vanbrugh adapta les rôles de L'Épouse outragée aux talents de chacun. Tandis que La Rechute était écrite dans le style robuste qui convenait à des amateurs et à des acteurs de second rang, il pouvait compter sur des professionnels aux talents multiples tels que Thomas Betterton, Elizabeth Barry, et la jeune étoile montante Anne Bracegirdle pour servir des personnages tout en profondeur et en nuances.
L'Épouse outragée est une comédie, mais Elizabeth Barry qui jouait le rôle de l'épouse était surtout connue comme tragédienne et pour sa capacité à « mouvoir les passions », c'est-à-dire à amener le public à la pitié et aux larmes. Barry et Bracegirdle avaient souvent travaillé ensemble comme couple tragicomique d'héroïnes pour entraîner leur public dans le va-et-vient entre rire et larmes caractéristique du théâtre de la Restauration. Vanbrugh tire avantage de ce modèle et de ses actrices pour accroître la sympathie du public envers l'épouse malheureuse, Lady Brute, alors même qu'elle décoche ses réparties pleines d'esprit. Dans la conversation intime entre Lady Brute et sa nièce Bellinda (Bracegirdle), et particulièrement dans le rôle-phare du mari brutal, Sir John Brute, qui fut acclamé comme l'un des sommets de la remarquable carrière de Thomas Betterton, L'Épouse outragée est aussi original qu'une « pièce à problème » de la Restauration. Les prémisses sur lesquelles repose l'intrigue, c'est-à-dire le fait qu'une femme prisonnière d'un mariage malheureux puisse envisager soit de s'en échapper, soit de prendre un amant, choquèrent certains membres de la société de l'époque.

#### Évolution des goûts du public
En 1698 les pièces de Vanbrugh, polémiques et au contenu sexuel explicite, furent la cible des critiques de Jeremy Collier dans son Coup d'œil sur l'immoralité du théâtre anglais, singulièrement en raison du fait qu'elles ne se terminaient pas, dans le cinquième acte, par les punitions et les récompenses qui eussent été propres à imposer une moralité exemplaire. Vanbrugh rit de ces accusations et publia une réponse moqueuse dans laquelle il accusait l'ecclésiastique d'être plus sensible aux portraits peu flatteurs du clergé qu'à l'irréligion véritable. Cependant l'opinion publique changeait et elle était déjà du côté de Collier. Le style intellectuel et sexuellement explicite des comédies de la Restauration semblait de moins en moins acceptable au public et allait bientôt être remplacé par un théâtre sentencieux et moralisateur. Le Dernier Recours de l'Amour, ou la Vertu récompensée de Colley Cibber, avec son libertin repenti et sa scène finale de réconciliation, donnait un avant-goût de cette nouvelle manière.
Bien que Vanbrugh ait continué par la suite à travailler pour la scène, il ne produisit plus de pièces originales. Le goût du public s'éloignant de la comédie de la Restauration, il détourna son énergie créatrice de l'écriture originale vers l'adaptation et la traduction, la direction théâtrale et l'architecture.

### Architecte
Vanbrugh, pense-t-on, ne reçut aucune formation d'architecte, ou de géomètre (surveyor) comme on disait alors (voir Jeunesse ci-dessus). Son manque d'expérience était compensé par son sens aiguisé de la perspective et du détail et par les relations de travail étroites qu'il entretenait avec Nicholas Hawksmoor. Hawksmoor, précédemment au service de Sir Christopher Wren, devait être le collaborateur de Vanbrugh dans nombre de ses projets les plus ambitieux, parmi lesquels le château Howard et Blenheim. Pendant les trente années ou presque qu'il pratiqua l'architecture Vanbrugh dessina et travailla à de nombreux bâtiments. Le plus souvent son travail consistait à reconstruire ou remanier : ainsi au château de Kimbolton il dut se plier aux instructions de son client. En conséquence ces demeures, souvent attribuées à Vanbrugh, ne sont pas réellement représentatives de ses conceptions architecturales.
Bien que Vanbrugh soit surtout connu pour ses manoirs, l'état alarmant des rues de Londres au XVIIIe siècle ne lui avait pas échappé. Dans le London Journal du 16 mars 1722–23, James Boswell fait le commentaire suivant :

« On nous informe que Sir John Vanbrugh, pour son projet de repavage des rues de Londres et de Westminster, propose entre autres choses de lever un impôt sur toutes les voitures des gentilshommes, afin de combler toutes les rigoles dans les rues, et d'emporter toutes les eaux par des canalisations et des égouts collectifs souterrains. »

Le style élu par Vanbrugh était le baroque, qui s'était répandu en Europe au cours du XVIIe siècle grâce notamment à l'exemple de Bernini et de Le Vau. Le premier manoir baroque construit en Angleterre fut Chatsworth House, dont les plans furent dessinés par William Talman trois ans avant ceux du château Howard. Dans la course qui l'opposait à Talman pour obtenir la commande du château Howard, Vanbrugh, qui n'avait ni formation ni expérience, l'emporta pourtant de façon surprenante contre son rival, plus professionnel mais moins introduit dans le monde, et réussit à persuader le 3e comte de Carlisle, Charles Howard de lui accorder cette chance (cf Downes, 193-204). Il s'en empara et fut à l'origine de la naissance d'une version du baroque européen délicate, presque retenue, qui fut baptisée « baroque anglais ». Trois des créations de Vanbrugh marquent cette évolution : 
1. château Howard, commandé en 1699 ;
2. palais de Blenheim, commandé en 1704 ;
3. Seaton Delaval Hall, dont les travaux commencèrent en 1718.

Les travaux en cours sur chacun de ces projets se chevauchèrent, dessinant ainsi une progression naturelle dans les conceptions et le style de leur auteur.

#### Château Howard

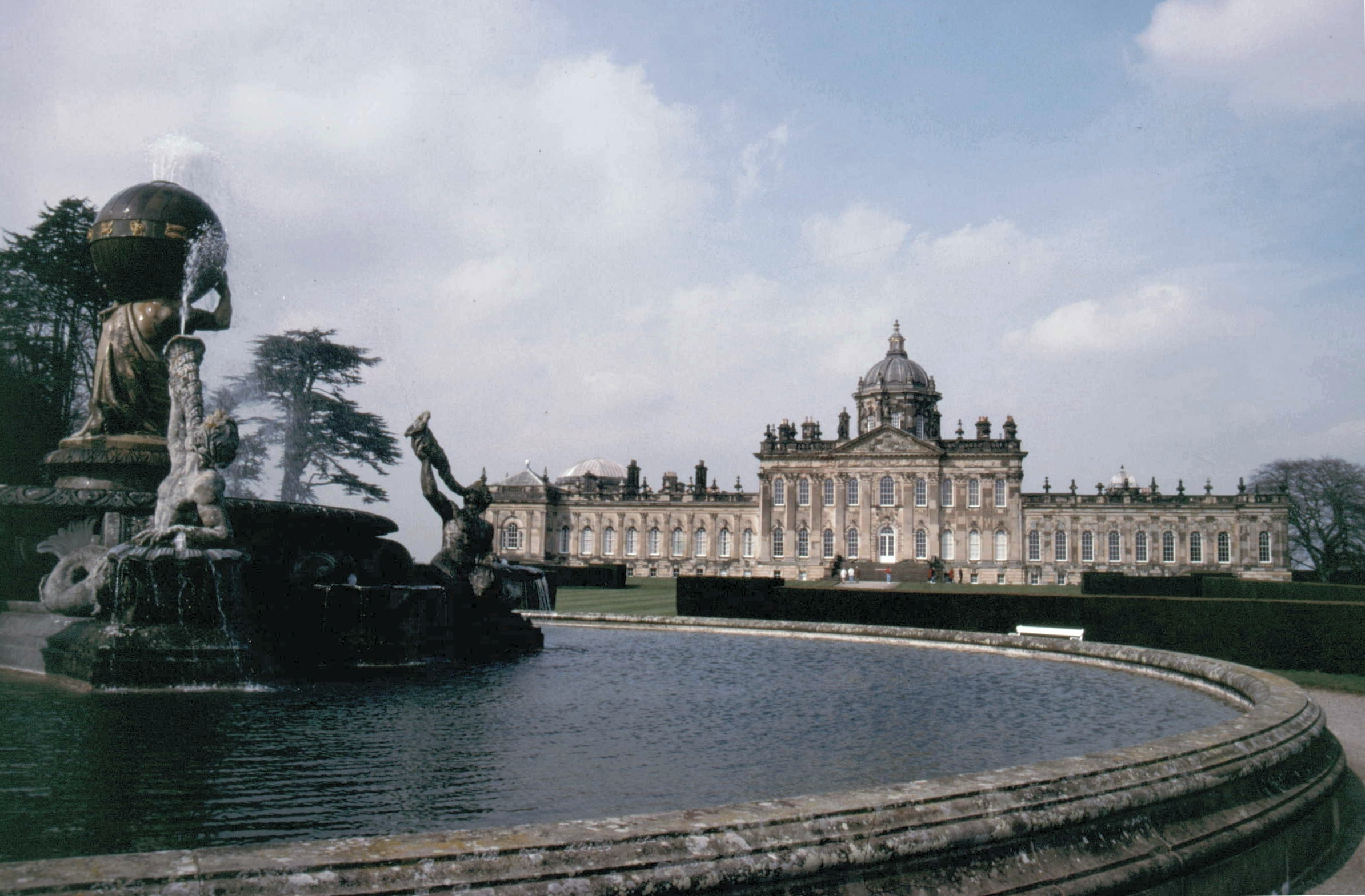
La façade sud du château Howard, œuvre de Vanbrugh.

Charles Howard, 3e comte de Carlisle, membre comme Vanbrugh du Kit-Cat Club, le chargea en 1699 de dessiner les plans de son château, souvent décrit comme la première construction réellement baroque en Angleterre. Le style baroque du château Howard est, parmi les créations de Vanbrugh, le plus proche du baroque européen.
Ses immenses couloirs en colonnades qui mènent de l'entrée principale jusqu'aux ailes, son corps central couronné d'une grande tour coiffée d'un dôme à lanterne, rattachent clairement le château Howard au baroque européen classique. L'édifice combinait des éléments qui n'apparaissaient que rarement dans l'architecture anglaise : palais de Greenwich de John Webb, plans non réalisés de Christopher Wren pour Greenwich, qui à l'instar du château Howard était dominé par un corps de bâtiment central coiffé d'un dôme, et bien sûr l'œuvre de Talman à Chatsworth. Il est possible aussi que Vanbrugh se soit inspiré de Vaux-le-Vicomte en France.
L'intérieur est extrêmement spectaculaire, le Grand Hall s'élevant à 24 mètres jusqu'au sommet de la coupole. Les stucs et les colonnes corinthiennes abondent, et les galeries reliées par de hautes voûtes créent l'impression d'un décor de théâtre, ce qui était sans doute dans l'intention de l'architecte.
Le château Howard fut acclamé comme une réussite. Cette construction fantastique, sans égale en Angleterre, aux façades et aux toits décorés de pilastres, de statues et de motifs sculpturaux fluides, assura au style baroque un succès instantané. Même si la majeure partie du château Howard était terminée et habitée en 1709, les finitions se prolongèrent pendant une grande partie de la vie de Vanbrugh. L'aile ouest fut finalement achevée après sa mort.
L'enthousiasme qui salua son travail au château Howard apporta à Vanbrugh sa plus grosse commande, le palais de Blenheim.

#### Palais de Blenheim

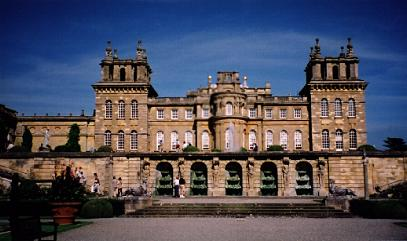
Ornementant la façade ouest du palais de Blenheim (« l'air de château de Vanbrugh ») se dressent les uniques et sévères belvédères de pierre.

Les forces du 1er duc de Marlborough avaient battu l'armée du roi Louis XIV à Blenheim, un village sur le Danube, en 1704. La nation reconnaissante offrit à Marlborough une splendide demeure, et le duc choisit lui-même comme architecte son compagnon du Kit-Cat Club, John Vanbrugh. Les travaux commencèrent en 1705.
Le palais de Blenheim devait être non seulement un château grandiose, mais aussi un monument national. En conséquence le style baroque léger employé au château Howard ne convenait pas pour ce qui est en réalité un monument à la guerre. Le bâtiment devait exprimer la force et la gloire des armes. C'est en réalité davantage une forteresse ou une citadelle qu'un palais. Ses caractéristiques sont le mieux illustrées dans la massive porte de l'Est, construite dans le mur d'enceinte des communs, qui ressemble à l'entrée imprenable d'une ville fortifiée. On ne sait généralement pas qu'elle sert aussi de château d'eau du palais, confondant par là ceux des critiques de Vanbrugh qui lui reprochaient son manque d'esprit pratique.

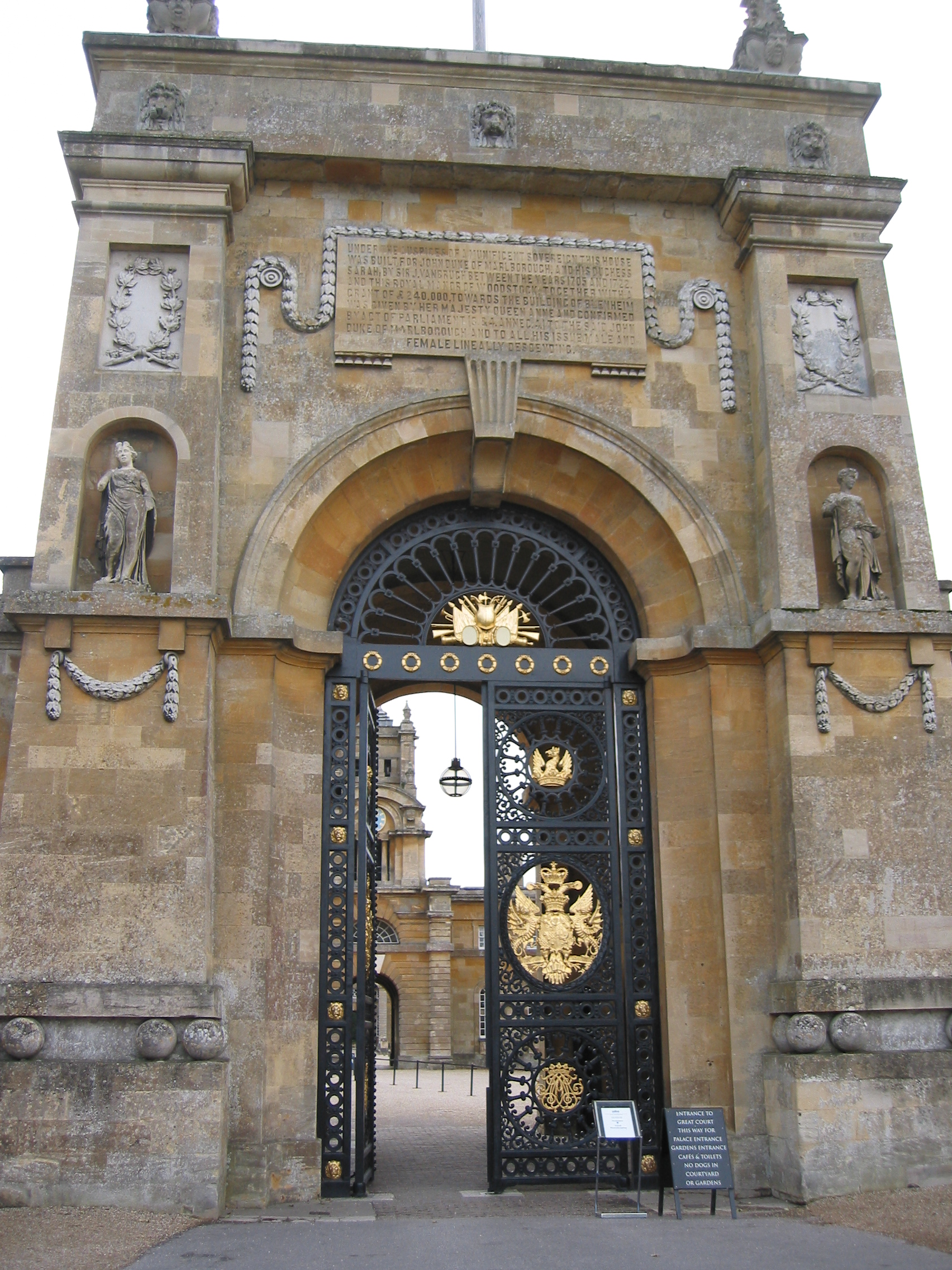
La porte est, monumentale, tient plus de l'entrée d'une citadelle que d'un palais. Astucieusement, Vanbrugh a joué de la perspective accélérée pour la faire paraître plus haute et plus dramatique.

Blenheim, la plus grande habitation privée non royale d'Angleterre, est constitué de trois corps de bâtiment, celui du centre qui contient les pièces à vivre et les salons d'apparat, et deux ailes rectangulaires construites toutes deux autour d'une cour centrale : dans l'une se trouvent les écuries et dans l'autre les cuisines, la blanchisserie et les celliers. Si le château Howard fut le premier bâtiment réellement baroque en Angleterre, Blenheim est le plus abouti. Alors que le château Howard se présente comme un assemblage spectaculaire de masses en mouvement, Blenheim est une construction résolument compacte, dont la masse de pierre jaune est allégée par des fenêtres hautes et étroites et une statuaire monumentale sur les toits.
Les appartements de l'étage noble sont conçus plus pour l'apparat que pour le confort. Marlborough se devait d'avoir un palais plus magnifique et plus imposant que son ennemi à Versailles.
Ainsi qu'il était courant au XVIIIe siècle, le confort fut sacrifié aux perspectives grandioses. Les fenêtres devaient orner la façade ainsi qu'éclairer l'intérieur. Blenheim fut conçu comme un décor de théâtre, à partir du grand hall de 20 m. de haut qui conduit à l'immense salon décoré de fresques, le tout placé dans l'axe de la haute colonne de la Victoire (41 m) dressée dans le parc, dont les arbres sont plantés aux positions occupées pendant la bataille par les soldats de Marlborough. En haut du portique sud, qui est lui-même une construction massive et compacte de piliers et de colonnes, aucunement conçue pour fournir une protection élégante contre le soleil à la manière des conceptions palladiennes, un immense buste de Louis XIV se voit contraint de contempler de haut la splendeur des récompenses attribuées à son vainqueur. On ignore si cet emplacement est dû à un choix ornemental de Vanbrugh ou à une plaisanterie ironique de Marlborough. Toutefois en tant que composition architecturale c'est un exemple unique d'ornementation baroque.
À Blenheim, Vanbrugh fit évoluer le baroque d'une forme simplement ornamentale vers une forme plus dense et plus compacte, où la masse de pierre devient elle-même l'ornement. Les grandes portes en arcs de triomphe et l'immense et robuste portique étaient en eux-mêmes des décorations, et c'est l'ensemble de la construction qu'il faut considérer plutôt que chaque façade prise séparément.

#### Seaton Delaval Hall

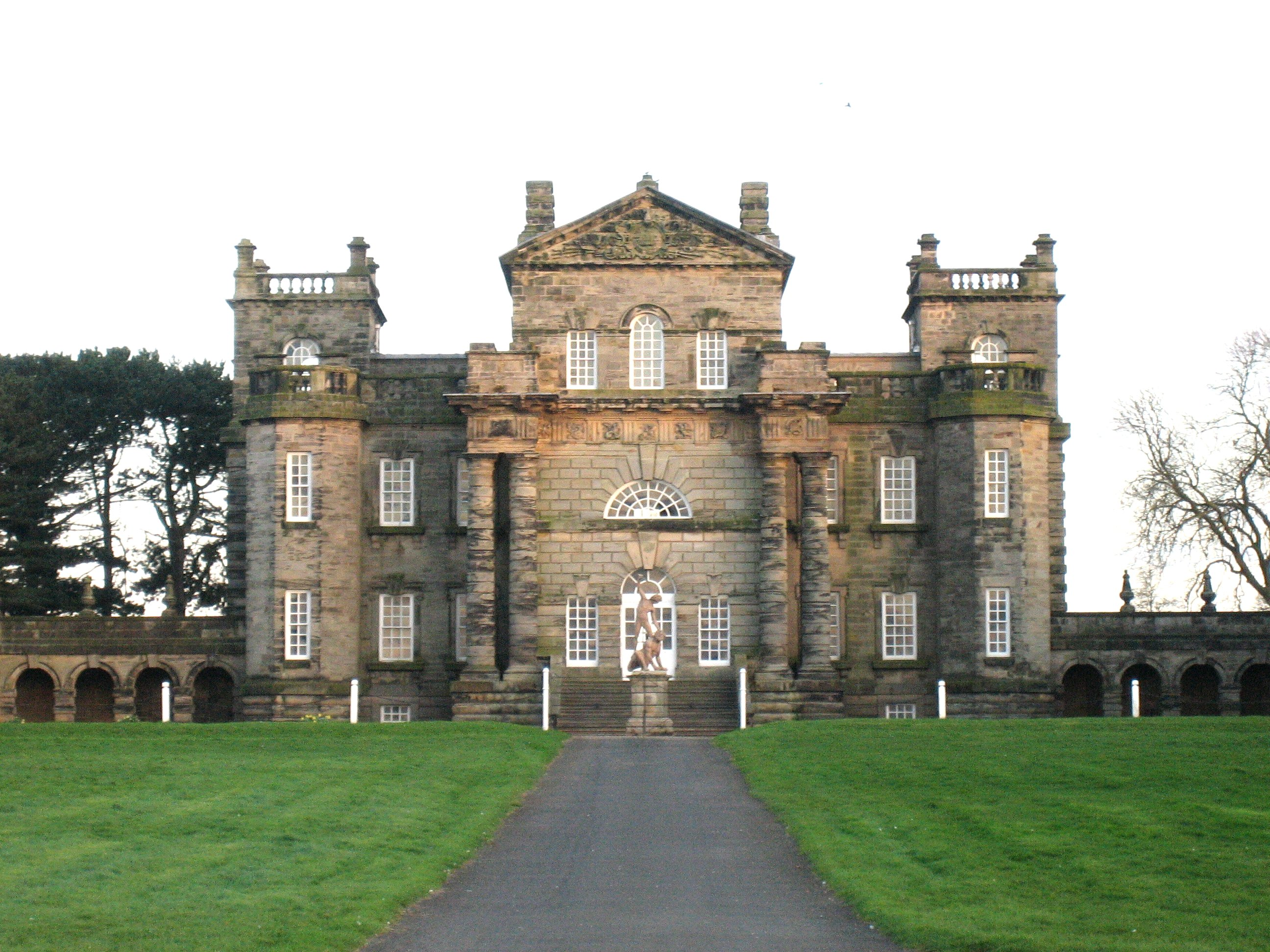
Seaton Delaval : façade nord du corps de logis

Seaton Delaval Hall fut la dernière réalisation de Vanbrugh. Ce petit château situé dans le nord, assez froid d'apparence, est considéré comme son chef-d'œuvre architectural. À ce stade de sa carrière d'architecte Vanbrugh était passé maître dans l'art baroque, qu'il avait poussé au-delà du baroque européen flamboyant du château Howard, au-delà aussi du style plus austère, quoi qu'encore décoré, de Blenheim. L'ornementation était presque cachée : l'embrasure ou la colonne n'avaient pas pour fonction de soutenir, mais de créer un jeu d'ombre et de lumière. La forme générale du bâtiment était d'importance égale, voire supérieure, à la disposition intérieure. Dans tous ses aspects, cette demeure exprimait le raffinement.
Construite entre 1718 et 1728 pour l'amiral George Delaval, elle remplaçait une maison existante. Il est possible que les plans de Seaton Delaval aient été influencés par la villa Foscari (également appelée « La Malcontenta ») de Palladio, construite vers 1555. L'une et l'autre ont en commun le bossage des façades et des fenêtres en demi-lune semblables, surplombant une entrée sans péristyle. Les fenêtres hautes du grand hall de Seaton font référence au fronton du comble de la Villa Foscari.
La conception architecturale retenue par Vanbrugh est semblable à celle qu'il avait employée au château Howard et à Blenheim : un bloc central séparant deux ailes à arcades et frontons. Toutefois Seaton Delaval était de dimensions beaucoup plus modestes. Les travaux commencèrent en 1718 et se poursuivirent pendant dix ans. Cette construction représente une avancée par rapport au style de Blenheim, plutôt que par rapport à celui du château Howard, antérieur. Le bloc principal, ou corps de logis, qui contient comme à Blenheim et au château Howard les salons d'apparat et les pièces principales, forme le centre d'une cour à trois côtés. Des tours couronnées de balustrades et de pinacles concourent à donner à la construction quelque chose de ce que Vanbrugh appelait un « air de château ».
Seaton Delaval est l'une des quelques demeures que Vanbrugh ait conçues seul, sans l'aide de Nicholas Hawksmoor. La sobriété de leur travail collaboratif a parfois été attribuée à Hawksmoor, et pourtant Seaton Delaval est une demeure vraiment austère. Alors que le château Howard ne semblerait pas déplacé à Dresde ou à Wurtzbourg, la sévérité et la robustesse de Seaton Delaval en font clairement un élément du paysage du Northumberland. Vanbrugh, dans les dernières années de sa carrière, se libéra pleinement des contraintes qui pesaient sur les architectes de la génération précédente. La pierre d'apparence rustique est employée sur toutes les façades, y compris la façade principale, et les paires de colonnes jumelles ne soutiennent guère plus qu'une corniche de pierre. Ces colonnes semblent sévères et utilitaires, et cependant elles sont ornementales, n'ayant pas d'utilité structurelle. Ceci caractérise la furtivité du baroque de Seaton Delaval : l'ornemental y apparaît comme une démonstration de force massive.
La façade sud tout aussi sévère mais de proportions parfaites, qui donne sur le jardin, a pour centre un portique à quatre colonnes soutenant un balcon. Ici les légères cannelures des colonnes de pierre semblent presque un ornement excessif. Comme à Blenheim, la partie centrale est dominée par les fenêtres hautes de la grande salle, qui ajoute à l'aspect spectaculaire de la silhouette du bâtiment, mais ici, contrairement aux autres grandes demeures de Vanbrugh, aucune statue ne vient décorer le toit. La décoration est fournie uniquement par une balustrade simple qui cache la ligne du toit, et par des cheminées déguisées en épis de faîtage. Vanbrugh est ici réellement passé maître de l'art baroque. Les colonnades des ailes, la pierre massive et les embrasures complexes créent un jeu d'ombre et de lumière qui est lui-même l'ornement de l'édifice.
Seul de tous les architectes Vanbrugh pouvait s'inspirer de l'un des chefs-d'œuvre de Palladio, et, tout en conservant les valeurs humanistes du bâtiment, le transformer et l'adapter pour en faire une forme unique du baroque qui n'a de pareille nulle part en Europe.

#### Réputation en tant qu'architecte

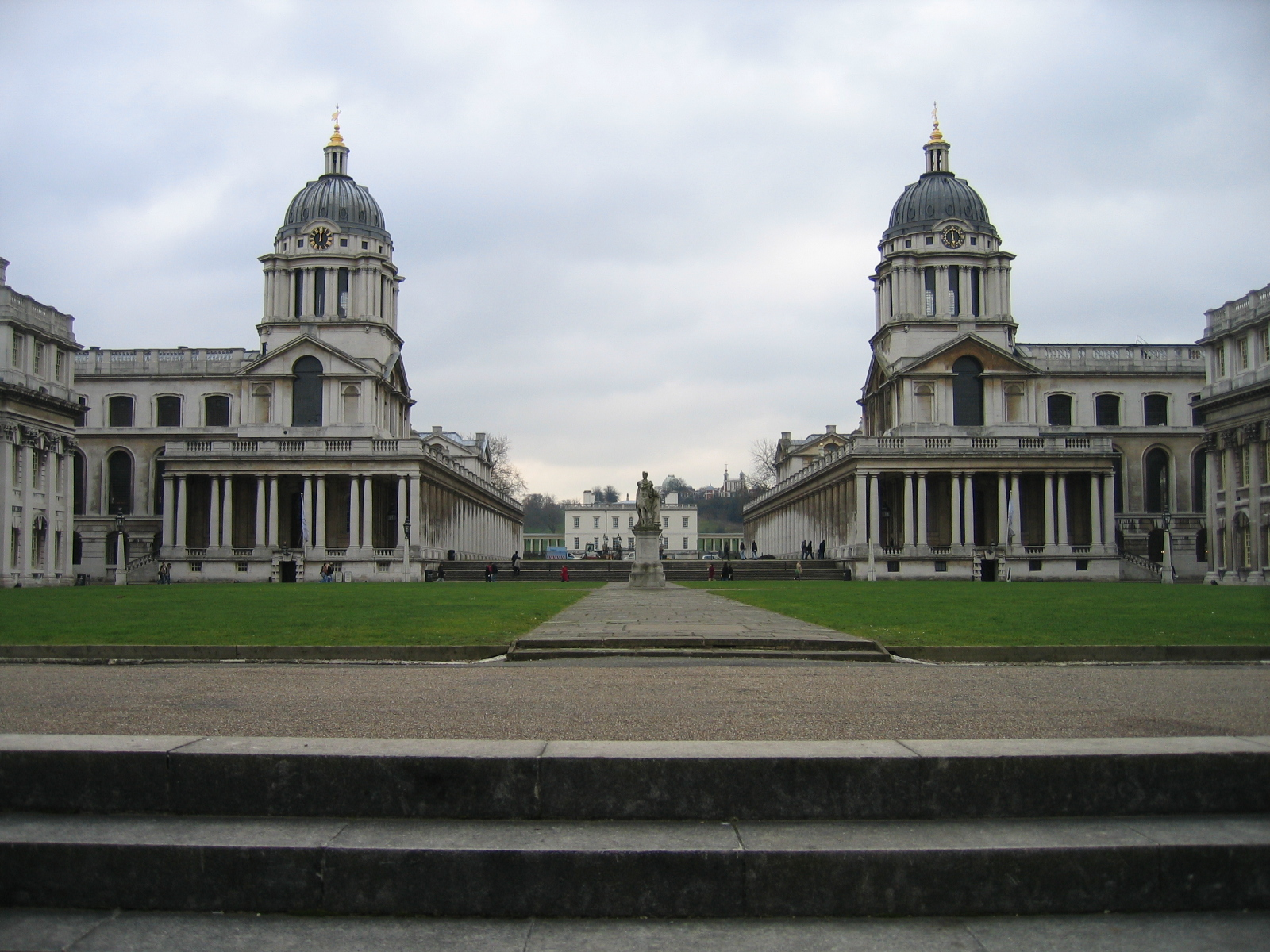
L'hôpital de Greenwich, achevé par Vanbrugh sur les plans de Wren

Le succès rapide de Vanbrugh comme architecte peut être attribué à son amitié avec les puissants de l'époque. Pas moins de cinq de ses clients appartenaient comme lui au Kit-Cat Club. En 1702, grâce à l'influence de Charles Howard, comte de Carlisle, Vanbrugh fut nommé contrôleur (comptroller) des travaux publics (administration devenue aujourd'hui le Board of Works, où l'on peut voir plusieurs de ses plans). En 1703 il fut nommé commissaire de l'Hôpital de Greenwich, qui à cette époque était en construction, et succéda à Christopher Wren comme architecte officiel (ou Surveyor), tandis que Hawksmoor était nommé Site Architect. Les modifications finales, modestes mais bien visibles, qu'apporta Vanbrugh au bâtiment presque achevé furent reçues comme une interpretation réussie des plans et des intentions originaux de Wren. Ainsi ce qui avait été conçu comme un hôpital et un lieu d'hébergement pour les marins à la retraite nécessiteux devint un monument national. Le travail de Vanbrugh impressionna, dit-on, à la fois la reine Anne et ses ministres, et fut directement responsable de son succès postérieur.
La réputation de Vanbrugh continue de souffrir. On l'accuse d'extravagance, de manque d'esprit pratique, et d'avoir voulu imposer ses vues grandiloquentes à ses clients. Non sans ironie, tous ces jugements proviennent de Blenheim : le choix de Vanbrugh comme architecte de Blenheim ne fut jamais entièrement accepté. La duchesse, la redoutable Sarah Churchill, tenait tout particulièrement à Sir Christopher Wren. Finalement toutefois un brevet (warrant) signé de Sidney, comte de Godolphin et trésorier du Parlement, nomma Vanbrugh et délimita son domaine de compétence. Hélas ce brevet ne faisait nulle part mention ni de la reine ni de la Couronne, erreur qui fournit à l'État une clause échappatoire quand les coûts et les querelles politiques se mirent à enfler.

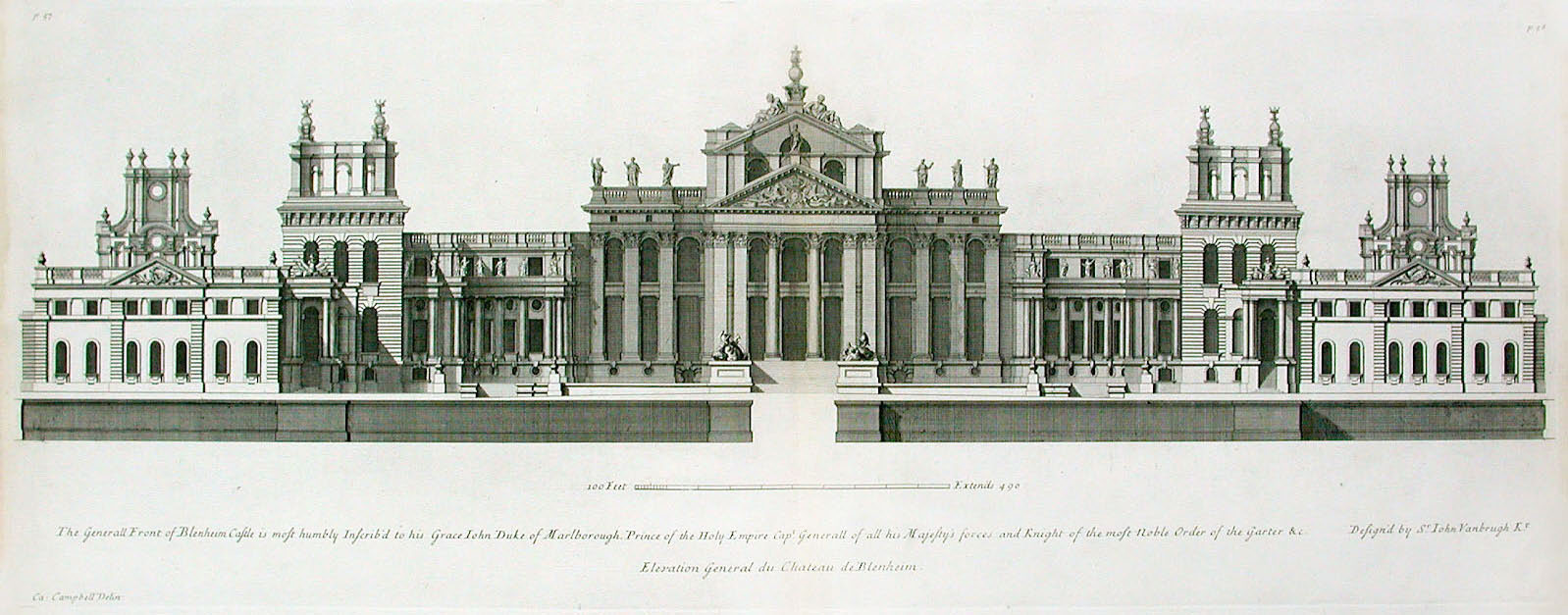
Palais de Blenheim : la grande cour et l'entrée d'apparat. La duchesse de Marlborough trouvait cette construction extravagante.

Bien que le Parlement ait voté des crédits pour la construction de Blenheim, aucune somme n'avait été précisément fixée et rien n'avait été prévu pour tenir compte de l'inflation. Dès le début les fonds furent alloués de façon intermittente. La reine Anne en fournit une partie, mais avec de plus en plus de défaillances et à contrecœur, conséquence de ses altercations fréquentes avec celle qui avait été son amie la plus proche, Sarah, Duchesse de Marlborough. Après l'ultime dispute de la duchesse avec la reine en 1712 les financements de l'État cessèrent entièrement et les travaux furent arrêtés. 220 000 livres avaient été dépensées et 45 000 autres restaient dues aux constructeurs. Les Marlborough s'exilèrent sur le continent et ne rentrèrent en Angleterre qu'après la mort de la reine Anne en 1714.
Les Marlborough rentrèrent le lendemain de la mort de la reine et retrouvèrent leur place à la cour du nouveau roi, George Ier. Le duc, âgé de 64 ans, décida alors de terminer la construction à ses propres frais; en 1716 les travaux reprirent, Vanbrugh ne pouvant désormais compter que sur les fonds privés du duc de Marlborough lui-même. Déjà découragé et contrarié par la manière dont le palais était reçu par les factions Whig, il reçut le coup de grâce quand le duc fut frappé d'incapacité à la suite d'une sérieuse attaque d'apoplexie en 1717, l'économe (et hostile) duchesse prenant alors les choses en mains. Elle rendit Vanbrugh entièrement responsable de l'extravagance croissante du palais et de sa conception d'ensemble, ignorant le fait que son mari et le gouvernement les avaient approuvés. (Il faut lui rendre justice et mentionner le fait que le duc de Marlborough avait contribué pour 60 000 livres au coût initial, somme qui, augmentée par le Parlement, aurait dû suffire à construire une demeure monumentale.) Après une entrevue avec la duchesse Vanbrugh quitta le chantier furieux, affirmant que les nouveaux maçons, charpentiers et artisans étaient inférieurs à ceux qu'il avait employés. Cependant les maîtres artisans qu'il avait recrutés, tel que Grinling Gibbons, refusèrent de travailler aux salaires inférieurs offerts par les Marlborough. Les artisans recrutés par la duchesse, sous la supervision de l'ébéniste James Moore (en), achevèrent le travail en imitant parfaitement les grands maîtres, si bien qu'il n'est pas impossible que dans cette ultime dispute les deux parties aient été également fautives et aient fait preuve d'intransigeance.
Vanbrugh fut profondément affecté par la tournure des évènements. Sa réputation avait souffert des querelles et des rumeurs qui en avaient résulté, et le palais qu'il avait fait grandir comme son propre enfant lui était interdit. En 1719, alors que la duchesse était absente, Vanbrugh put voir le palais en secret ; mais quand en 1725 sa femme et lui, accompagnés du comte de Carlisle, voulurent visiter Blenheim avec le public on leur refusa même l'entrée du parc. Le palais avait été terminé par Nicholas Hawksmoor.
Le fait que le travail de Vanbrugh à Blenheim ait fait l'objet de critiques est largement dû à ceux qui, comme la duchesse, n'avaient pas compris la raison principale de sa construction : célébrer un triomphe guerrier. Dans l'accomplissement de cette tâche Vanbrugh connut un triomphe égal à celui de Marlborough sur le champ de bataille.
Après la mort de Vanbrugh, Abel Evans (en) proposa cette épitaphe :

« Sous cette pierre, lecteur, observe

Du défunt Sir John Vanbrugh la demeure d'argile.

Pèse lourdement sur lui, Terre! car il

T'a chargée de bien des fardeaux!
 »

Tout au long de l'époque géorgienne les réactions à l'œuvre architecturale de Vanburgh varient : Voltaire décrit le palais de Blenheim comme « une grosse masse de pierre sans charme ni goût » ; en 1766 Philip Stanhope, 4e comte de Chesterfield décrit l'amphithéâtre romain de Nîmes comme étant « assez laid et maladroit pour être l'œuvre de Vanbrugh s'il se trouvait en Angleterre ». En 1772 Horace Walpole décrit le château Howard en ces termes : « Personne ne m'avait informé que j'allais voir à la fois un palais, une ville, une cité fortifiée, des temples sur des hauteurs, des bois tous dignes de servir de métropole aux druides, des vallons que d'autres bois reliaient à des collines, la plus noble pelouse du monde avec pour clôture la moitié de l'horizon, et un mausolée dans lequel on serait tenté de se faire enterrer vivant; en bref j'ai déjà vu des palais gigantesques, mais jamais encore aucun qui fût sublime. »
En 1773 Robert Adam et James Adam dans la préface de leurs Œuvres d’architectes (Works in Architecture) décrivent les bâtiments de Vanbrugh comme « si chargés de barbarismes et d'absurdités, et si alourdis par la démesure de leur propre poids, que seuls les plus perspicaces peuvent en distinguer les mérites et les défauts ». En 1786 Joshua Reynolds écrit dans son 13e Discours : « dans les constructions de Vanbrugh, qui est poète aussi bien qu'architecte, on trouve plus d'imagination qu'on n'en trouvera peut-être chez nul autre. » En 1796 Uvedale Price décrit Blenheim comme « unissant la beauté et la splendeur de l'architecture grecque, le pittoresque du gothique, et la grandeur massive d'un château-fort. » En 1809 Sir John Soane, dans son 5e cours à la Royal Academy, rendit hommage à « l'invention hardie et originale » de Vanbrugh et le qualifie de « Shakespeare de l'architecture. »

### Liste des réalisations architecturales
1. Château Howard, 1699 aile ouest dessinée par Sir Thomas Robinson et terminée seulement au début du XIXe siècle.
2. Maison de l'architecte à Whitehall (1703), connue sous le nom de « maison du pâté d'oie » (Goose-pie house), démolie vers 1890.
3. L'Orangerie, palais de Kensington (1704).
4. Queen's Théâtre, Haymarket (1704–05, disparu).
5. Palais de Blenheim (1705–1722) écuries jamais terminées.
6. Grand Bridge, Blenheim (1708–22)
7. Château de Kimbolton, remodelage du bâtiment (1708–19).
8. Démolit une partie de Audley End et dessina le nouveau Grand Escalier (1708)
9. Claremont House (1708) alors connue sous le nom de Chargate, reconstruite selon les plans de Henry Holland.
10. Kings Weston House (1710–14).
11. Grimsthorpe Castle (1715–30) seul le côté nord de la cour fut reconstruit.
12. Eastbury Park (1713–1738) disparu sauf l'aile des communs (Kitchen Wing), terminée par Roger Morris qui modifia les plans de Vanbrugh.
13. Morpeth, hôtel de ville (1714).
14. The Belvedere, jardins de Claremont (1715).
15. The Great Kitchen, palais Saint James 1716–17 (disparu).
16. Achèvement des salons d'apparat, château de Hampton Court (1716–18).
17. Vanbrugh Castle (1718), demeure de l'architecte à Greenwich, ainsi que d'autres maisons pour des membres de sa famille (aucune n'a survécu).
18. Stowe House, Buckinghamshire (1720), ajout du portique nord ainsi que de plusieurs temples et folies dans le jardin jusqu'à sa mort.
19. Seaton Delaval Hall (1720–28).
20. Lumley Castle (1722), remodelage.
21. Newcastle Pew Old Church Esher (1724)
22. Temple des Quatre Vents, château Howard (1725–8).
23. Murs de Vanbrugh à Claremont Estate Esher, entourant plusieurs maisons, dont l'une était Kinfauns ou High Walls, propriété de George Harrison, l'un des Beatles.

Œuvres attribuées à Vanbrugh :
1. Bâtiment de l'Artillerie (Ordnance Board) Woolwich 1716–19.
2. Caserne Berwick-upon-Tweed (1717–19).
3. Grand Magasin, Docks de Chatham (1717, démoli).
4. Porte, Docks de Chatham (1720).
5. Pavillon d'été, Swinstead, Lincolnshire (after 1715).

## Héritage
On se souvient de Vanbrugh aujourd'hui pour sa vaste contribution à la culture, au théâtre et à l'architecture britanniques.
Un legs immédiat et spectaculaire fut découvert dans ses papiers après sa mort soudaine, un fragment de comédie en trois actes intitulé A Journey to London (Voyage à Londres). Vanbrugh avait dit à son vieil ami Colley Cibber qu'il comptait mettre en question dans cette pièce les rôles traditionnels dans le mariage d'une manière plus radicale encore que dans ses pièces de jeunesse, et la terminer par un mariage qui s'effondrerait sans retour. Le manuscrit non terminé, disponible aujourd'hui dans l'œuvre complète de Vanbrugh, dépeint une famille de province qui se rend à Londres et succombe à ses aigrefins et à ses tentations, tandis qu'une épouse londonienne pousse son patient mari au désespoir par ses excès au jeu et ses relations avec le demi-monde des escrocs et des officiers en demi-solde. Comme pour La Rechute au début de la carrière de dramaturge de Vanbrugh, Colley Cibber fut mêlé à l'affaire, et cette fois eut le dernier mot. Cibber, désormais poète lauréat, acteur renommé et directeur de théâtre, termina le manuscrit de Vanbrugh sous le titre Le Mari provoqué (The Provoked Husband) (1728) en lui donnant une fin heureuse et sentencieuse qui voit l'épouse se repentir et se réconcilier : eulogie du mariage à l'opposé des intentions déclarées de Vanbrugh, qui voulait terminer cette dernière et tardive comédie de la Restauration sur une rupture conjugale. Cibber considérait ce dénouement comme trop grave pour la comédie et de fait une telle gravité se voyait rarement sur les scènes anglaises avant Ibsen.

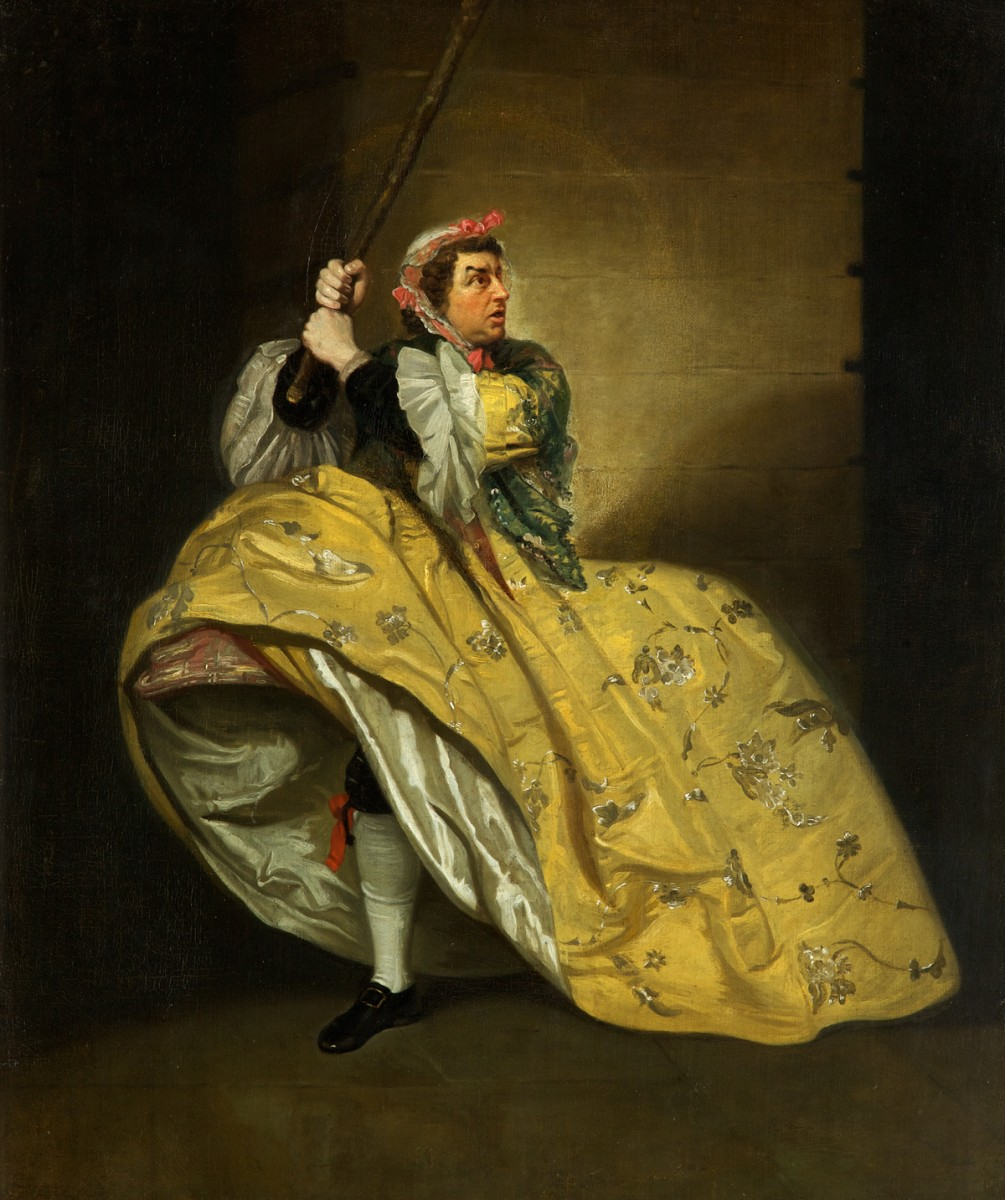
Sir John Brute dans L'Épouse outragée devint l'un des rôles les plus célèbres de David Garrick.

Sur la scène du XVIIIe siècle il n'était possible de représenter La Rechute et L'Épouse outragée qu'en versions expurgées, mais même ainsi elles conservèrent la faveur du public. Pendant toute la longue et brillante carrière d'acteur de Colley Cibber, le public continua à le réclamer dans le rôle de Lord Foppington dans La Rechute, tandis que Sir John Brute dans L'Épouse outragée, après avoir été le rôle emblématique de Thomas Betterton, devint l'un des rôles les plus célèbres de David Garrick. De nos jours La Rechute, donnée dans sa version intégrale, reste une pièce appréciée.
L'achèvement du château Howard mit instantanément le baroque anglais à la mode. Il rassemblait en une construction unique des exemples isolés et divers d'architecture monumentale, notamment de Inigo Jones et Christopher Wren. Vanbrugh avait pensé les masses, le volume et la perspective d'une façon nouvelle.
Il eut aussi le talent, inhabituel pour un architecte, de donner à ses clients ce qu'ils désiraient. Sa réputation souffrit du fait de son désaccord célèbre avec la duchesse de Marlborough, et pourtant il faut se souvenir que le client était à l'origine la nation britannique, et non la duchesse, que la nation voulait un monument pour célébrer la victoire, et que c'est bien ce que lui donna Vanbrugh.
Son influence sur les architectes qui vinrent après lui est incalculable. Nicholas Hawksmoor, ami de Vanbrugh et qui collabora avec lui à tant de projets, continua à dessiner les plans de nombreuses églises à Londres, dix ans après la mort de Vanbrugh. L'élève et le cousin de Vanbrugh, Edward Lovett Pearce, devint l'un des plus grands architectes d'Irlande. L'influence de Vanbrugh dans le Yorkshire est visible aussi dans l'œuvre de l'architecte amateur William Wakefield, qui dessina plusieurs bâtiments dans ce comté, témoins de l'influence de Vanbrugh.
La mémoire de Vanbrugh survit dans toute la Grande-Bretagne : des auberges, des rues, un collège de l'université d'York, des écoles portent son nom. Mais il suffit de se promener dans les rues de Londres ou de la campagne anglaise parsemée d'innombrables manoirs, pour constater la pérennité de l'influence de son œuvre architecturale.